# Цезорий Павел
Цезорий Павел (на латински: Caesorius Paulus) е политик и сенатор на Римската империя през 2 век.
През 160 г. той е суфектконсул с неизвестен колега след Гай Септимий Север.